# Badminton-Asienmeisterschaft 1988
Die Badminton-Asienmeisterschaft 1988 fand vom 6. bis 10. November in Bandar Lampung, Indonesien, statt. Die Titelkämpfe wurden als Invitational Championships (Einladungswettkampf) durchgeführt. Es war das erste Badminton-Einzelturnier in Asien, bei dem ein Preisgeld ausgeschüttet wurde. Der Sieger im Herreneinzel erhielt 3000 US-Dollar.

## Medaillengewinner
| Disziplin    | Gold                           | Silber                          | Bronze                              |
| ------------ | ------------------------------ | ------------------------------- | ----------------------------------- |
| Herreneinzel | Xiong Guobao                   | Foo Kok Keong                   | Liu Zhiheng                         |
| Herreneinzel | Xiong Guobao                   | Foo Kok Keong                   | Ardy Wiranata                       |
| Dameneinzel  | Tang Jiuhong                   | Huang Hua                       | Susi Susanti                        |
| Dameneinzel  | Tang Jiuhong                   | Huang Hua                       | Shi Wen                             |
| Herrendoppel | Zhang Qiang Zhou Jincan        | Lee Sang-bok Park Joo-bong      | Aryono Miranat Joko Suprianto       |
| Herrendoppel | Zhang Qiang Zhou Jincan        | Lee Sang-bok Park Joo-bong      | Siripong Siripool Komchan Promsarin |
| Damendoppel  | Verawaty Fajrin Yanti Kusmiati | Chung Myung-hee Hwang Hye-young | Sun Xiaoqing Zhou Lei               |
| Damendoppel  | Verawaty Fajrin Yanti Kusmiati | Chung Myung-hee Hwang Hye-young | Lee Heung-soon Lee Young-suk        |
| Mixed        | nicht ausgetragen              | nicht ausgetragen               | nicht ausgetragen                   |

## Ergebnisse

### Halbfinale
| Disziplin    | Sieger                          | Finalist                            | Ergebnis          |
| ------------ | ------------------------------- | ----------------------------------- | ----------------- |
| Herreneinzel | Xiong Guobao                    | Ardy Wiranata                       | 15–6, 15–7        |
| Herreneinzel | Foo Kok Keong                   | Liu Zhiheng                         | 9–15, 15–5, 15–11 |
| Dameneinzel  | Tang Jiuhong                    | Susi Susanti                        | 11–1, 11–4        |
| Dameneinzel  | Huang Hua                       | Shi Wen                             | 11–6, 2–11, 11–4  |
| Herrendoppel | Zhang Qiang Zhou Jincan         | Komchan Promsarin Siripong Siripool | 15–5, 15–1        |
| Herrendoppel | Lee Sang-bok Park Joo-bong      | Aryono Miranat Joko Suprianto       | 15–8, 15–0        |
| Damendoppel  | Chung Myung-hee Hwang Hye-young | Sun Xiaoqing Zhou Lei               | 11–15, 15–8, 15–5 |
| Damendoppel  | Verawaty Fajrin Yanti Kusmiati  | Lee Heung-soon Lee Young-suk        | 15–7, 15–2        |

### Finale
| Disziplin    | Sieger                         | Finalist                        | Ergebnis            |
| ------------ | ------------------------------ | ------------------------------- | ------------------- |
| Herreneinzel | Xiong Guobao                   | Foo Kok Keong                   | 15–9, 15–5          |
| Dameneinzel  | Tang Jiuhong                   | Huang Hua                       | 11–5, 11–6          |
| Herrendoppel | Zhang Qiang Zhou Jincan        | Lee Sang-bok Park Joo-bong      | 18–16, 11–15, 18–16 |
| Damendoppel  | Verawaty Fajrin Yanti Kusmiati | Chung Myung-hee Hwang Hye-young | 18–16, 18–14        |